# Academia Lalithakala
La academaia  Lalithakala de Kerala (malayalam: കേരള ലളിതകലാ അക്കാദമി) es un organismo autónomo de bellas artes que se encuentra ubicado en la ciudad de Thrissur, del estado de Kerala, en la India, junto a la Academia Sangeetha Nataka.

## Historia
La academia se inauguró el 28 de noviembre de 1962 para promover el arte y el patrimonio artístico de Kerala. Al frente de la academia se encuentra su presidente C.N. Balakrishnan. A pesar de que el gobierno de Kerala proporciona fondos y apoyo para la academia, la administración de la academia está diseñada para ser autónoma en su constitución. La academia reconoce las obras de arte de calidad cada año a través de sus prestigiosos premios. El objetivo de la academia es promover la cultura, la pintura, así como las artes plásticas y visuales.

## Características
La academia Lalithakala de Kerala es un centro de actividades culturales, artísticas y educativas con extensión en diversos campos como la caricatura o la fotografía, conservando las bellas artes tradicionales de Kerala.
El centro se rige por un comité de 19 miembros, eminentes en figuras del arte y la cultura, así como representantes de diversas organizaciones culturales con el fin de promover emprendimientos artísticos con apoyo a los artistas mediante espacios para exposiciones, honorarios, premios o becas.

## Infraestructuras
El complejo de la academia Lalithakala fue diseñado por el arquitecto Lauri Baker con el sello de la arquitectura autóctona de Kerala. El complejo de la sede social compone la capital cultural de Kerala con una galería de arte, una biblioteca, un archivos y una casa de invitados. 
Durbar Hall Art Centre, en Cochín, es una galería en la India del Sur diseñada para la iluminación. Este edificio, patrimonio de los maharajás de Kochi es una prestigiosa galería de la academia.

## Véase también

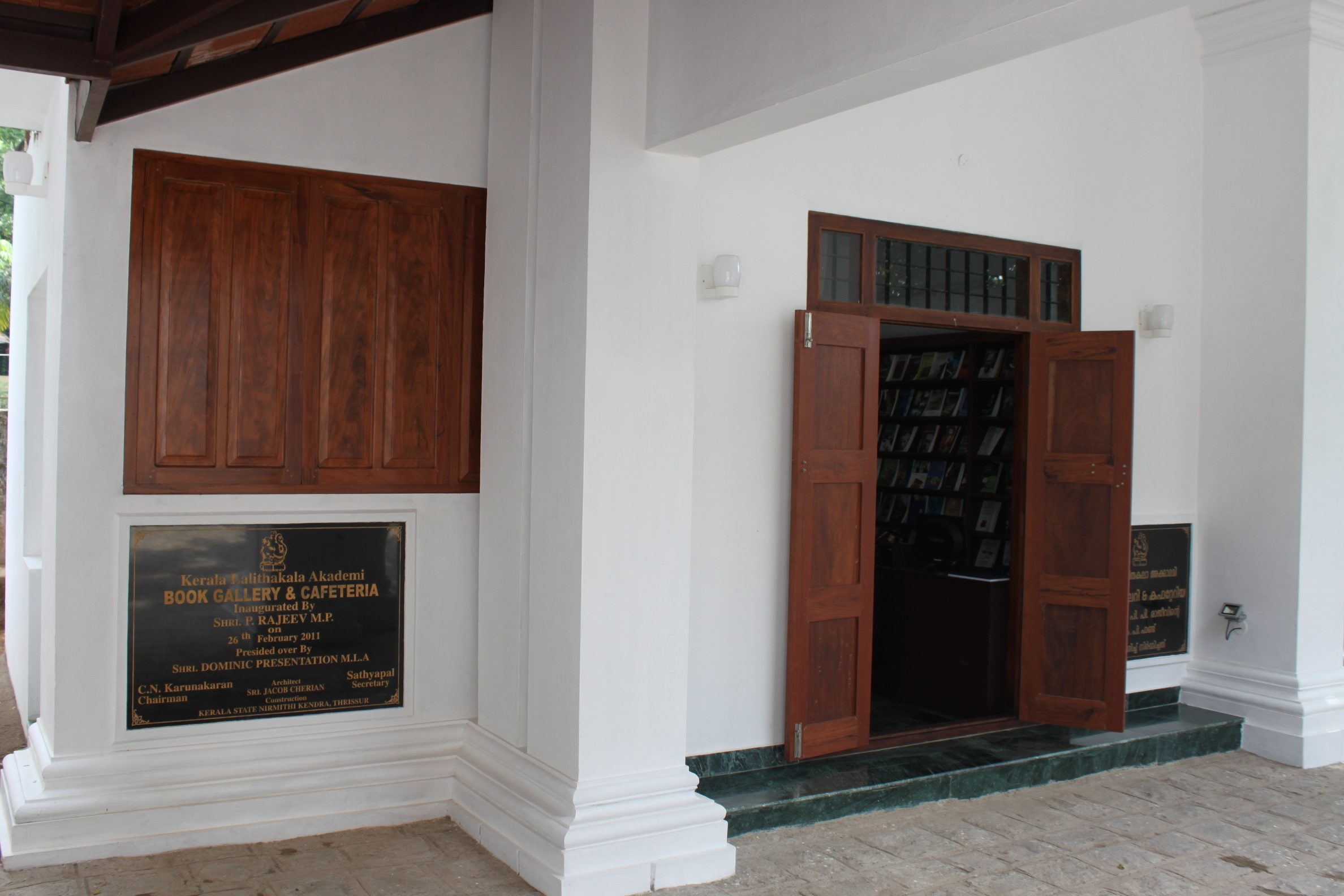
Entrada a la biblioteca de la academia